# Zagony (Tuchomie)
Zagony (deutsch Neufeld, früher Neuenfeld) ist ein Dorf in der Landgemeinde Tuchomie (Groß Tuchen) im Powiat Bytowski (Bütower Kreis) der polnischen Woiwodschaft Pommern.

## Geographische Lage
Das Dorf liegt in Hinterpommern, etwa 23 Kilometer nordöstlich von Miastko (Rummelsburg i. Pom.), 14 Kilometer südsüdöstlich von Kołczygłowy (Alt Kolziglow) und fünf Kilometer südsüdöstlich des Dorfs Łubno (Lubben).
Östlich des Dorfs fließt die Kamenz (früher Camenz), ein linker Nebenfluss der Stolpe.

## Geschichte

Neufeld, nordöstlich von Rummelsburg, südsüdöstlich des Kirchdorfs Lubben und südlich des Dorfs Lindenbusch, auf einer Landkarte von 1915

Am 15. Mai 1905 wurden im südlichen Teil des Gutsbezirks Lindenbusch im Kreis Rummelsburg einige Wohnplätze, darunter das Rittergutsvorwerk Neufeld, zur Bildung der neuen Landgemeinde Neufeld zusammengeschlossen.
Das Gut Lindenbusch, ein altes Puttkamerschen Lehen, hatte um 1782 Anton Ludwig von Puttkamer besessen. Laut Vasallen-Tabelle besaß um 1804 der 56 Jahre alte Jacob Georg Gottlieb von Puttkamer (1748–1823) das Gut Lindenbusch nebst Vorwerk Charlottenthal und Antonswalde sowie Reinfeld nebst Vorwerk Neufeld. 1819 fand dieser seinen unverheirateten erstgeborenen Sohn, Alexander von Puttkamer (1787–1843), der 1814 gegen die Armee Napoleon Bonapartes gekämpft hatte, mit den Gütern Lindenbusch und Reinfeld ab. Alexander von Puttkamer verkaufte 1839 das inzwischen allodifizierte Gut Reinfeld und behielt Lindenbusch mit dem Vorwerk Neufeld für sich.
Vor 1861 befand sich das Rittergut Lindenbusch mit Charlottenthal und Neufeld im Besitz von Heinrich Werner von Lettow-Vorbeck (1821–1876), vormals auf Klein Schwirsen (bis 1852), vermählt seit 1842 mit Ottilie von der Goltz (1821–1878). Nach den Verzeichnissen der Pommerschen Ritterschaft gehörte das Gut Lindenbusch am 1. Januar 1862 einem Herrn Holz auf Manow (Kreis Fürstentum), der das Puttkamersche Lehen 1860 gekauft hatte. Das Rittergutsvorwerk Neufeld, das 1884 Rudolf Köppen auf Neuhof bei Zechlau im Kreis Schlochau, Westpreußen, besaß, befand sich auch noch 1892 in dessen Besitz. Nach ihm gehörte das Vorwerk bis 1914 Karl Trapp. Die Gebäude des Vorwerks Neufeld wurden in der Zeit nach dem Zweiten Weltkrieg vollständig abgetragen.
Am 1. Dezember 1913 wurden auf der 617,1 Hektar großen Gemarkungsfläche der Landgemeinde Neufeld 49 viehhaltende Haushaltungen gezählt, die zusammen 59 Pferde, 222 Stück Rindvieh, 65 Schafe und 363 Stück Borstenvieh hielten.
Anfang der 1930er Jahre hatte die Landgemeinde Neufeld eine Flächengröße von 6,2 km². Innerhalb der Gemeindegrenzen standen insgesamt 39 bewohnte Wohnhäuser an fünf verschiedenen Wohnstätten:
1. Antonswalde
2. Charlottenthal
3. Kahlberg
4. Karlsruh
5. Neufeld

Die Landgemeinde Neufeld gehörte im Jahr 1945 zum Landkreis Rummelsburg im Regierungsbezirk Köslin der preußischen Provinz Pommern des Deutschen Reichs und war dem Amtsbezirk Lubben zugeordnet. Das Standesamt befand sich in Lubben.
Gegen Ende des Zweiten Weltkriegs wurde Neufeld Anfang März 1945 von der Roten Armee besetzt.  Zwei Wohngebäude wurden vollständig zerstört. Anschließend wurde Neufeld zusammen mit ganz Hinterpommern von der Sowjetunion der Volksrepublik Polen zur Verwaltung überlassen. In der Folgezeit wurden die allermeisten einheimischen Dorfbewohner von der polnischen Administration aus Neufeld vertrieben. Der Ortsname Neufeld wurde zu „Zagony“ polonisiert.

### Demographie
| Jahr | Einwohner | Anmerkungen |
| ---- | --------- | --- |
| 1871 | 208       | am 1. Dezember, Siedlung Charlottenthal mit sieben Wohngebäuden und 64 Einwohnern, Vorwerk Antonswalde mit fünf Wohngebäuden und 66 Einwohnern, Vorwerk Karlsruh mit einem Wohngebäude und elf Einwohnern sowie Vorwerk Neufeld mit sechs Wohngebäuden und 67 Einwohnern                  |
| 1885 | 239       | am 1. Dezember, Antonswalde mit sieben Wohngebäuden und 70 Einwohnern, Charlottenthal mit acht Wohngebäuden und 72 Einwohnern, Kahlberg mit zwei Wohngebäuden und 23 Einwohnern, Karlsruh mit einem Wohngebäude und elf Einwohnern sowie Neufeld mit sechs Wohngebäuden und 63 Einwohnern |
| 1895 | 228       | am 2. Dezember, Antonswalde mit sechs Wohngebäuden und 80 Einwohnern, Charlottenthal mit sechs Wohngebäuden und 66 Einwohnern, Kahlberg mit zwei Wohngebäuden und 18 Einwohnern sowie Neufeld mit acht Wohngebäuden und 64 Einwohnern                                                     |
| 1910 | 323       | am 1. Dezember |
| 1925 | 311       | sämtlich Evangelische |
| 1933 | 314       | [ 17 ] |
| 1939 | 310       | [ 17 ] |

## Kirche

### Kirchspiel bis 1945
Die vor 1945 in Neufeld anwesenden Dorfbewohner waren größtenteils evangelischer Konfession. Die evangelischen Einwohner gehörten zum evangelischen Kirchspiel Alt Kolziglow im Kirchenkreis Schlawe in der Kirchenprovinz Pommern der Evangelischen Kirche der Altpreußischen Union. 
Das katholische Kirchspiel war in Rummelsburg i. Pom.

### Kirchspiel seit 1946
Die seit 1945 und Vertreibung der Einheimischen hier lebende polnische Dorfbevölkerung ist größtenteils römisch-katholisch und gehört der Römisch-katholischen Kirche in Polen an.
Hier lebenden evangelische Kirchenglieder werden von der Evangelisch-Augsburgischen Kirche in Polen betreut. Das zuständige Pfarramt ist das der Kreuzkirche in Słupsk (Stolp).